# 닌선현
닌선현(베트남어: Huyện Ninh Sơn / 縣寧山)은 베트남 남중부 지방 닌투언성의 현이다.

## 행정 구역
닌선현은 1시진, 7사를 관할하고 있다.

### 시진
- 떤선 시진 (Thị trấn Tân Sơn, 新山市鎭)

### 사
- 화선사 (Xã Hòa Sơn, 和山社)
- 럼선사 (Xã Lâm Sơn, 林山社)
- 르엉선사 (Xã Lương Sơn, 良山社)
- 마느이사 (Xã Ma Nới, 麻乃社)
- 미선사 (Xã Mỹ Sơn, 美山社)
- 년선사 (Xã Nhơn Sơn, 仁山社)
- 꽝선사 (Xã Quảng Sơn, 廣山社)